# Сеславль (Брянская область)
Сесла́вль — деревня в Дубровском районе Брянской области, в составе Сещинского сельского поселения. Расположена в 6 км к северу от посёлка Сеща. Население — 1 человек (2010).

## История
По мнению П. В. Голубовского, населённый пункт появился в XII веке как город Изяславль. Данная гипотеза неоднократно оспаривалась историками. Возможно, Изяславль находился у нынешнего села Горы на территории Беларуси.
Между 1440 и 1443 годами князь Еголдай Сараевич получил «в Рославли Свеслав». Упоминание о деревне Светъславли в Литовской Метрике относится к 1492 году. Позже упоминается как Святславль и Всеславль. В XV—XVI вв. — село, волостной центр (с 1503 — Брянского уезда). В земельных пожалованиях Смутного времени Сеславль упоминается в разном административном статусе: как сельцо, деревня, село. Среди землевладельцев названы Ф. Гвоздев, И. Панютин, К. Боборыков и другие лица. В XVII в. село Сеславль входило в Вороницкую волость Брянского уезда. Бывшее владение Мясоедовых и др. С 1776 по 1929 год в Рославльском уезде Смоленской губернии (с 1861 года — в составе Радичской волости, с 1924 в Сещенской волости). С 1929 года в Дубровском районе; до 1959 года в Узщанском сельсовете.

## Известные уроженцы
- Павел Григорьевич Беспощадный (1896—1968), советский поэт[13].